# Villa Korff (Laage)

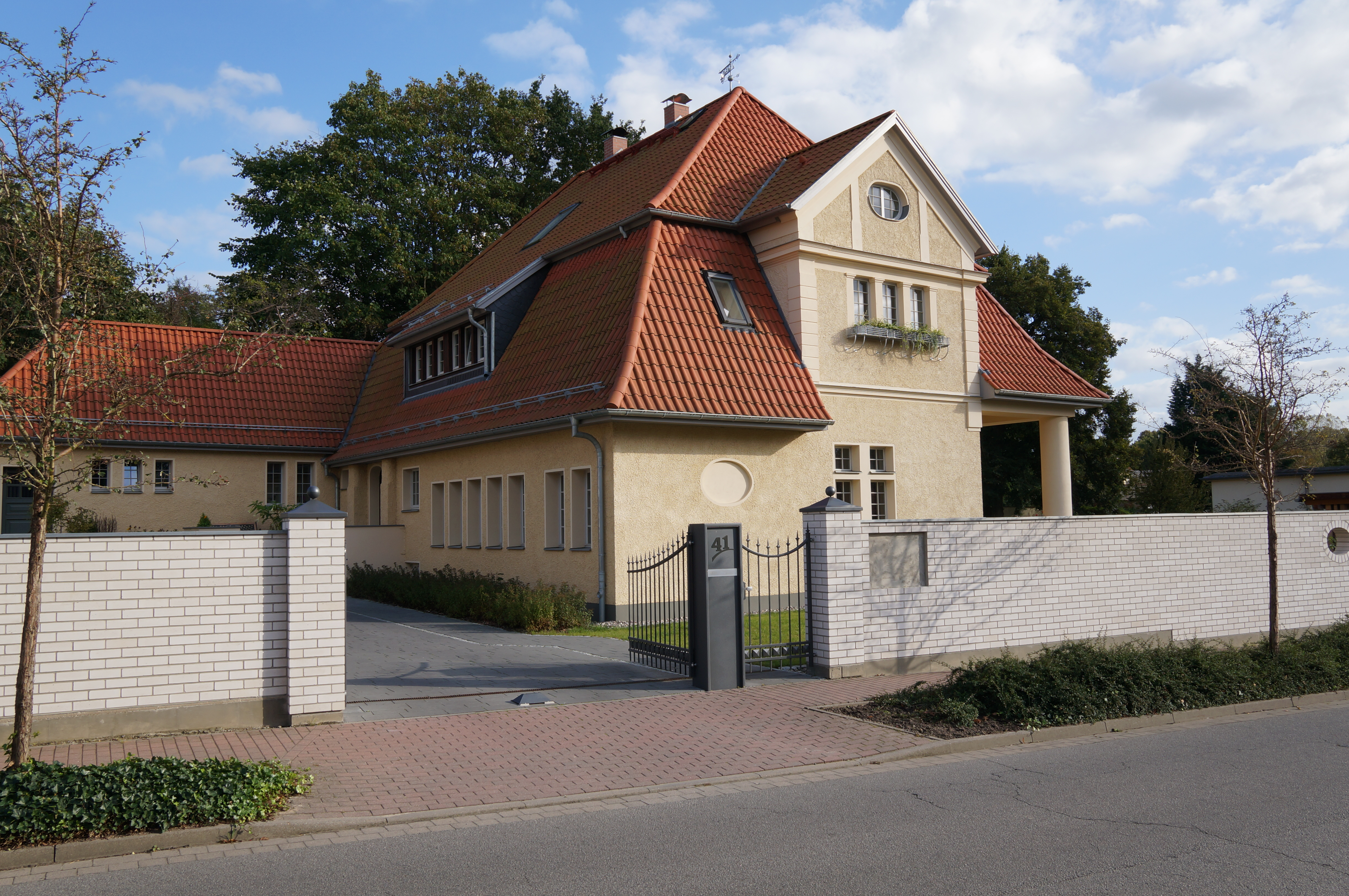

Die Villa Korff in Laage, Bahnhofsstraße 41, 41a + 42, wurde von dem Architekten Paul Korff geplant und genutzt.
Die Gebäude stehen unter Denkmalschutz.

## Geschichte

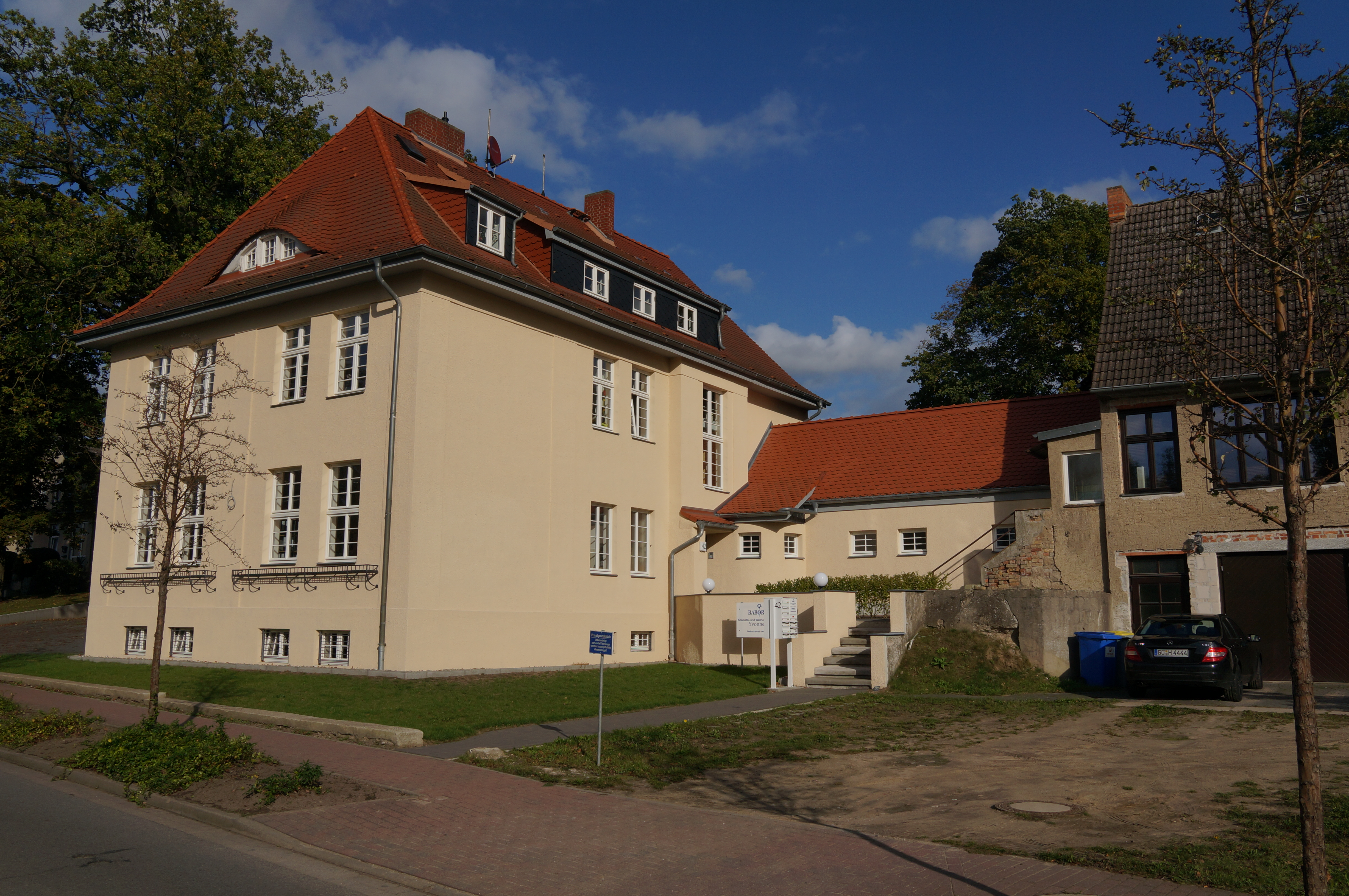
Linker Büroflügel

Das 1216 erstmals erwähnte Dorf Laage im Landkreis Rostock in Mecklenburg-Vorpommern hat 6469 Einwohner (2019).
Paul Korff verlagerte 1903 seinen Lebensmittelpunkt, auch geschäftlich, in seine Heimatstadt Laage, nachdem er zuvor in Rostock sein Büro hatte. Die eingeschossige verputzte Villa mit dem zweigeschossigen Giebel, dem Mansarddach und dem hinteren Flügel wurde 1911/12 nach Plänen von Korff als sein Wohn- und Bürohaus gebaut; eine Gedenktafel erinnert daran. Der linke Flügel ist ein zweigeschossiger Bau mit einem Walmdach, der auch heute als Bürogebäude genutzt wird.